# Satz von Jacobi (Zahlentheorie)
Der Satz von Jacobi (nach C. Jacobi) ist eine Aussage aus der additiven Zahlentheorie über die Anzahl der Darstellungen einer natürlichen Zahl als Summe von vier Quadraten.
Der Satz von Jacobi findet unter anderem Anwendung in der geometrischen Zahlentheorie, z. B. bei der Bestimmung der Anzahl von Gitterpunkten in einer {\displaystyle n}-dimensionalen Kugel.

## Satz
Für jede natürliche Zahl {\displaystyle n} sei {\displaystyle r_{4}(n)} durch
{\displaystyle r_{4}(n)=\#\{(n_{1},n_{2},n_{3},n_{4})\colon n_{1},n_{2},n_{3},n_{4}\in \mathbb {Z} ,\ n_{1}^{2}+n_{2}^{2}+n_{3}^{2}+n_{4}^{2}=n\}}
definiert. Dann ist
{\displaystyle r_{4}(n)={\begin{cases}8\sigma (n),&4\nmid n\\8\sigma (n)-32\sigma \left({\frac {n}{4}}\right),&4\mid n,\end{cases}}}
wobei {\displaystyle \sigma (n)} die Teilerfunktion ist (d. h. die Summe aller Teiler von n einschl. n selbst).
Das lässt sich auch so ausdrücken:
{\displaystyle r_{4}(n)={\begin{cases}8\sum \limits _{m|n}m&{\text{für }}n{\text{ ungerade}}\\[12pt]24\sum \limits _{\begin{smallmatrix}m|n\\m{\text{ ungerade}}\!\!\!\!\!\!\!\!\!\!\!\!\end{smallmatrix}}m&{\text{für }}n{\text{ gerade}}\end{cases}}}
oder:
{\displaystyle r_{4}(n)=8\sum _{d\mid n,4\nmid d}d}
(Summe über die Teiler von n, die nicht durch 4 teilbar sind).
Jacobi fand diesen Satz mit Hilfe der von ihm in seiner Theorie der elliptischen Funktionen eingeführten Thetafunktionen über die Identität
{\displaystyle {\left(\sum _{n=-\infty }^{\infty }q^{n^{2}}\right)}^{4}=\sum _{a,b,c,d\in \mathbb {Z} }q^{a^{2}+b^{2}+c^{2}+d^{2}}=1+8\sum _{m=1}^{\infty }\left(\sum _{f\mid m,4\nmid f}f\right)q^{m}}
mit {\displaystyle q=e^{2\pi iz}}, {\displaystyle z\in \mathbb {H} =\{z\in \mathbb {C} \mid \Im (z)>0\}}. Die Thetafunktionen auf der linken Seite und die Eisensteinreihe rechts sind beides Modulformen (zur Kongruenzuntergruppe {\displaystyle \Gamma _{1}(4)} und Gewicht {\displaystyle k=2}).

## Beispiel
Für {\displaystyle n=2} ergibt sich aus dem Satz von Jacobi
{\displaystyle r_{4}(2)=8\sigma (2)=8\cdot (1+2)=24.}
Es ist {\displaystyle 2=0^{2}+0^{2}+1^{2}+1^{2}=0^{2}+0^{2}+1^{2}+(-1)^{2}=0^{2}+0^{2}+(-1)^{2}+(-1)^{2}.}
Mit Hilfe des Multinomialkoeffizienten berechnet man die Anzahl der Permutationen der Tupel {\displaystyle (0,0,1,1),(0,0,1,-1)} bzw. {\displaystyle (0,0,-1,-1)}: Für {\displaystyle (0,0,1,1)} gibt es {\displaystyle {\tfrac {4!}{2!\cdot 2!}}=6} Permutationen, für {\displaystyle (0,0,1,-1)} sind es {\displaystyle {\tfrac {4!}{2!\cdot 1!\cdot 1!}}=12} und für {\displaystyle (0,0,-1,-1)} gibt es {\displaystyle {\tfrac {4!}{2!\cdot 2!}}=6} Permutationen, insgesamt also {\displaystyle 6+12+6=24} mögliche Tupel.